# Thư gửi tín hữu Êphêsô
Thư gởi các tín hữu tại Ê-phê-sô được William Barclay mô tả là "Nữ hoàng của các Thư Tín". Đây là một sách của Kinh Thánh thuộc Tân Ước. Sứ đồ Phaolô người Tarsus được xem đã viết thư này khi ông bị cầm tù tại Roma (vào khoảng năm 62). Có lẽ cùng lúc với Thư gửi tín hữu Côlôxê (trong đó có nhiều điểm tương đồng) và thư Thư gửi Philêmon. Tuy nhiên, một số học giả phê bình từ lâu đã thắc mắc về tác quyền của bức thư, cho rằng nguồn gốc bức thư có niên đại trễ hơn.

## Các Bản Dịch Việt Ngữ
- Thư gửi tín hữu Ê-phê-xô (Nhóm Phiên dịch CGKPV) - Ủy ban Kinh Thánh, Hội đồng Giám mục Việt Nam
- Thư Ê-phê-sô - Thư Viện Tin Lành.
- Thư Ê- phê -sô